# Rhipsalideae
A Rhipsalideae tribusba tartozó kaktuszok a Cactaceae család egyik legkülönlegesebb morfológiájú és életmódú csoportját képezik. A nemzetségcsoport fajai mind epifita vagy lithofita életmódot folytatnak, az epifita kaktuszok között is különösen jól alkalmazkodtak a fák ágain való megtelepedéshez.

## Elterjedésük
Nedves és meleg klímájú trópusi területek lakói, fő elterjedési területük Dél-Amerika esőerdeiben található, de sok faj megtelepedett Közép-Amerikában is. Emellett a kaktuszoknak ebbe a csoportjába (Rhipsalis nemzetség) tartoznak egyedül olyan növények, melyek őshonosak az Óvilág trópusi területein is (Nyugat- és Kelet-Afrika, Comore-szigetek, Madagaszkár, Suriname, Ceylon esőerdei), mely elterjedésnek eredetét és okát nem ismerjük, így máig számos vitát eredményezett magyarázatuk.

## Jellemzőik
A tribus fajai életmódjukban a fák ágain, ritkán nedves sziklákon való léthez adaptálódtak, gyökereik a repedésekben összegyűlt kis mennyiségű talajból veszik fel a tápelemeket. Vegetatív száruk lehet bordázott, hengeres vagy lapított, általában alig, vagy nem szukkulensek, gyakran képeznek a párából vizet felvenni képes léggyökereket. Hajtásaik növekedése sokszor korlátozott, gyakran eltérő elsődleges és másodlagos hajtásokat fejlesztenek. A tribus tagjainak areolái általában gyengén vagy alig fejlettek, töviseik nagyrészt redukálódtak, a pericarpiumon ritkán fejlődnek módosult levelek vagy areolák. Virágaik – a Schlumbergera nemzetség összes és a Hatiora nemzetség néhány faját leszámítva – többnyire kisméretűek, ám nagy számban nyílnak. A virágokon forrt tölcsér nem alakul ki. Virágzási idejük az ősztől tavaszig terjedő terminusra esik, amikor a legtöbb más kaktusz nyugalmi periódusát tölti. Néhány faj esetében az évi 2-3 virágzási periódus sem ritka. Magjaikra jellemző az elnyúlt hylum.

## Nemzetségeik

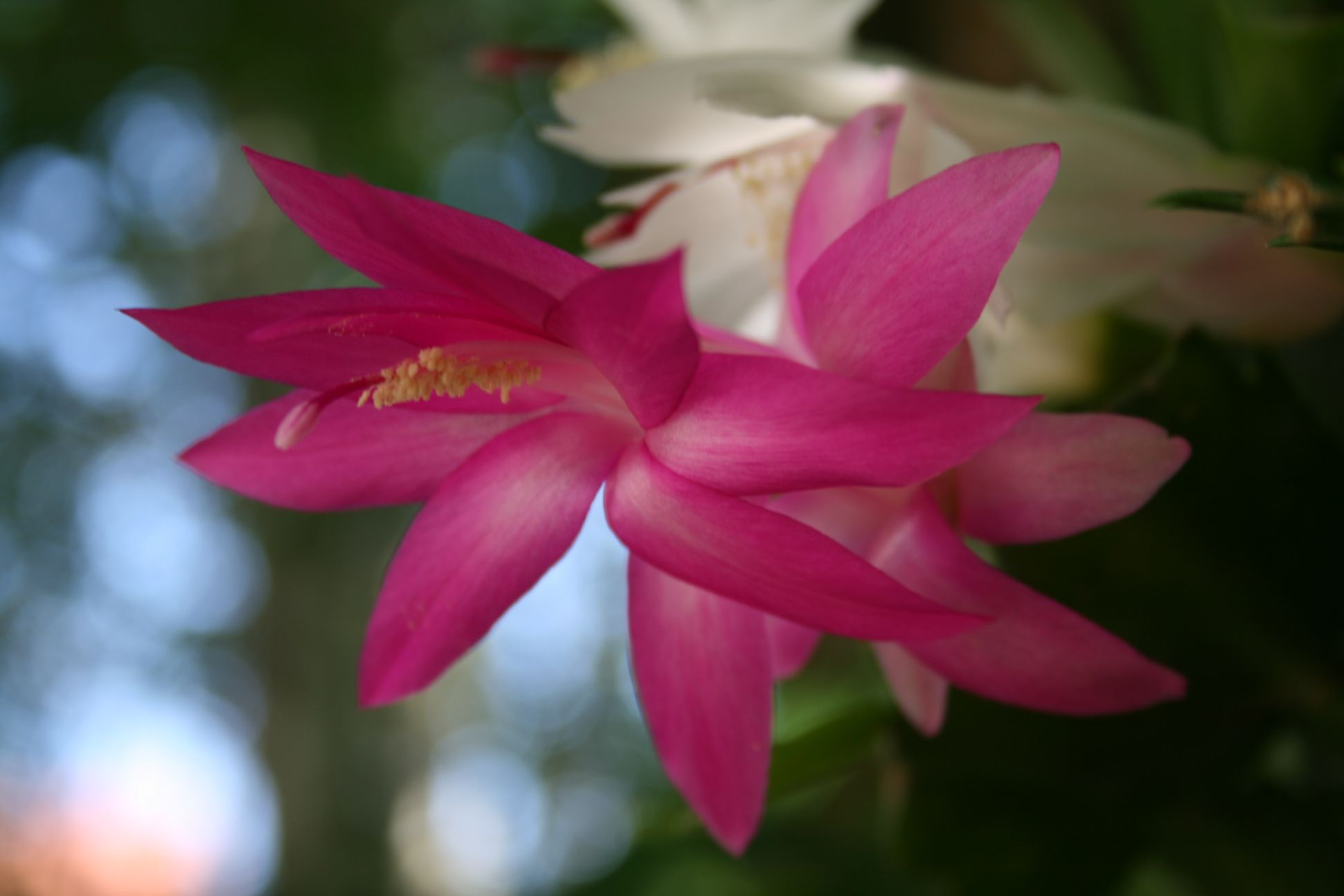
Schlumbergera X reginae 'Jolly Dancer'

- Hatiora Britton & Rose
- Lepismium Pfeiff.
- Vesszőkaktusz (Rhipsalis Gart.)
- Schlumbergera Lem.

## Rokonsági viszonyaik
Korábban a tribust számos további nemzetségre is tagolták, melyek közül ma az Erythrorhipsalis és Plathyrhipsalis a Rhipsalis, végül a Zygocactus és az Epiphyllanthus a Schlumbergera szinonimájává lettek. Az újabb molekuláris biológiai vizsgálatok eredményei azonban nem látszanak alátámasztani az önálló Pfeiffera (Acanthorhipsalis) genus (Echinocereeae) beolvasztását a Lepismium nemzetségbe, közelebbi rokonságban inkább Észak- és Közép-Amerika oszlopos termetű és epifita kaktuszaival lehetnek, azok alapi kládjába tartozónak mutatkoznak egy plasztisz gén intronjának vizsgálata alapján; (Nyffeler, 2002). Mindazonáltal a Rhipsalideae tribus evolúciójának kezdete közel esik az Észak- és Dél-Amerika kaktuszai törzsfejlődési vonalainak elkülönüléséhez, ami megnehezíti rokonsági viszonyaik pontos megismerését.